# Mustelus ravidus
Mustelus ravidus är en hajart som beskrevs av White och Last 2006. Mustelus ravidus ingår i släktet Mustelus och familjen hundhajar. IUCN kategoriserar arten globalt som livskraftig. Inga underarter finns listade i Catalogue of Life.